# Andriej Szczerbatow
Andriej Nikołajewicz Szczerbatow (ros. Андрей Николаевич Щербатов; ur. 31 maja 1728, zm. 2 kwietnia 1810) – generał wojsk rosyjskich od 1779 r., senator Imperium Rosyjskiego od 1783 r., rzeczywisty tajny radca od 1795 r., książę.
Generał adiutant od 1762, generał major w 1771. Uczestniczył w wojnie rosyjsko-tureckiej 1768–1774, kwatermistrz wojsk rosyjskich stacjonujących w Polsce. W 1775 roku Sejm Rozbiorowy 1773–1775 nadał mu polski indygenat. W 1778 odznaczony Orderem Orła Białego, w 1772 został kawalerem Orderu Świętego Stanisława, w 1796 odznaczony Orderem św. Aleksandra Newskiego.

## Źródła
- Kawalerowie i statuty Orderu Orła Białego 1705-2008, 2008
- Щербатов, князь Андрей Николаевич
- Zbigniew Dunin-Wilczyński: Order Św. Stanisława, Warszawa 2006